# Paolo Antonio Barbieri
Paolo Antonio Barbieri (Cento, 16 mai 1603 – 27 juin 1649)  est un peintre italien de natures mortes.

## Biographie
Paolo Antonio Barbieri est le frère du Guercino (en français le Guerchin, Giovanni Francesco Barbieri) et les deux frères ont souvent collaboré, Guercino peignant les figures et Paolo Antonio les décorations florales. 
Les sujets des tableaux de Paolo Antonio Barbieri sont des fleurs, des fruits et le jeu, mais il excelle particulièrement dans la peinture de poissons, qu'il a représenté avec une étonnante fidélité.
Sur le livre de comptes du Guerchin, à partir de 1629, étaient enregistrés 42 tableaux  de Paolo Antonio dont la Boutique d'épices (Pinacothèque de Spoleto) qui en 1637 a été achetée pour 58 « scudi » par le gouverneur de Cento, Alfonso Pallettoni de Spolète.
En 1642, Paolo Antonio Barbieri déménage à Bologne avec son frère Giovanni. Sept œuvres sont enregistrées dans le livre des comptes à Bologne. Les deux frères ont collaboré sur la Flore (1642) et sur la Femme et l'Enfant avec fruit du Palais Rospigliosi-Pallavicini à Rome. Le dernier, dont les figures sont du Guerchin, fut acheté par le cardinal Mazarin en 1646. Ils ont également travaillé ensemble sur Cérès (Palais Doria-Pamphili à Rome) dans laquelle Paolo Antonio Barbieri a peint la décoration florale.

## Œuvres
- La Boutique d'Épices, 1637, Pinacoteca Comunale, Spoleto.
- Flore (1642) et Femme et l'Enfant avec fruit, Palais Rospigliosi-Pallavicini, Rome.
- Cérès, Palais Doria-Pamphili, Rome.
- Nature morte avec des assiettes, un sac rempli d'olives, gibier, grenades et coing,
- Bonbons dans une tasse, narcisses dans une carafe, gressins dans un bocal, pommes, gelée et citron,
- Nature morte avec des coquillages, des olives, un citron et des figues sèches (atelier),
- Nature morte de pêches, champignons et poires
- Nature morte  avec paniers de fruits et légumes.